# Forme de Maurer-Cartan
En géométrie différentielle, la 1-forme de Maurer-Cartan est une 1-forme différentielle particulière sur un groupe de Lie.

## Définition
Soient :
- {\displaystyle G}, un groupe de Lie ;
- {\displaystyle {\mathfrak {g}}:=\mathrm {Lie} (G):=T_{e}G}, l'algèbre de Lie de {\displaystyle G} ;
- {\displaystyle L:G\to \mathrm {Diff} (G);g\mapsto L_{g}}, l'action à gauche {\displaystyle L_{g_{1}}(g_{2})=g_{1}g_{2}} de {\displaystyle G} sur lui-même ;

Définition
La 1-forme de Maurer-Cartan sur {\displaystyle G} est la 1-forme différentielle à valeurs en {\displaystyle {\mathfrak {g}}} définie en tout {\displaystyle g\in G} et sur tout {\displaystyle v\in T_{g}G} par :
{\displaystyle \theta |_{g}(v):=(L_{g}^{-1})_{*}(v)\in T_{e}G={\mathfrak {g}}}.
Remarque
La 1-forme de Maurer-Cartan {\displaystyle \theta \in \Omega ^{1}(G;{\mathfrak {g}})} vérifie l'équation structurelle de Maurer-Cartan :
{\displaystyle 0=d\theta +{\frac {1}{2}}[\theta \wedge \theta ]}.